# Mezinárodní basketbalová federace
Mezinárodní basketbalová federace (FIBA, francouzsky Fédération Internationale de Basket-ball) je řídící orgán světového basketbalu (nebo česky košíkové). Federace pořádá mistrovství světa a další soutěže. Mezinárodní olympijský výbor ji uznává jako nejvyššího zástupce tohoto sportu.

Členské státy FIBA

FIBA vznikla jako Mezinárodní federace amatérského basketbalu (francouzsky Fédération Internationale de Basket-ball Amateur) 18. června 1932 v Ženevě, zakládajícími členy byli Argentina, Československo, Itálie, Lotyšsko, Portugalsko, Rumunsko, Řecko a Švýcarsko. V roce 1936 se stala košíková olympijským sportem, od roku 1950 se koná mistrovství světa v basketbalu mužů a od roku 1953 mistrovství světa v basketbalu žen. Mistři světa dostávají Naismithův pohár na počest vynálezce basketbalu Jamese Naismitha. V roce 1989 povolila FIBA účast profesionálů ve svých soutěžích. V roce 2012 se konalo první mistrovství světa v basketbalu tři na tři. V dubnu 2013 bylo členy FIBA 213 států rozdělených do pěti kontinentálních konfederací.